# Chrysanthrax leviculus
Chrysanthrax leviculus är en tvåvingeart som först beskrevs av Daniel William Coquillett 1894.  Chrysanthrax leviculus ingår i släktet Chrysanthrax och familjen svävflugor.
Artens utbredningsområde är Kalifornien. Inga underarter finns listade i Catalogue of Life.